# Callionymus ochiaii
Callionymus ochiaii, tên thông thường là đàn lia vây thấp Nhật Bản, là một loài cá biển thuộc chi Callionymus trong họ Cá đàn lia. Loài này được mô tả lần đầu tiên vào năm 1981.

## Phân bố và môi trường sống
C. ochiaii là một loài đặc hữu của vùng biển phía nam Nhật Bản.